# Гауптвахта (Остаться в живых)
«Гауптвахта», в оригинале — «Бриг» (англ. The Brig) — девятнадцатая серия третьего сезона американского телесериала «Остаться в живых». Центральный персонаж — Джон Локк, при этом это первая серия, где Локк вспоминает только события на острове, если не считать его воспоминания, что с ним случилось после авиакатастрофы. Серию посмотрели 12.33 миллионов американских зрителей.

## Сюжет

### Воспоминания
- 8 дней назад: Локк спрашивает Бена, откуда его отец на острове, когда он вынимает кляп у отца, тот кусает его. Том запирает комнату. Бен говорит, что другие уходят на старое место. Локк хочет идти с ними.
- 3 дня назад: Джон помогает стюардессе Синди с палаткой. Том зовёт Джона к Бену. Бен говорит, что Джульет шпионит в лагере выживших, затем берёт трость и благодарит Джона и остров за возвращение чувствительности. Он говорит Джону, что если он хочет быть с другими, он должен убить отца и освободиться от прошлого. Вечером того же дня Бен заставляет Джона убить своего отца, несмотря на подстрекательства Бена и насмешки отца, Джон не может этого сделать.
- 2 дня назад: Ричард приходит к Локку и говорит, что Бен хотел унизить Джона, потому что его посчитали необыкновенным (Инвалид встал и пошел на острове). Ричард предлагает убить отца Джона чужими руками и дает досье на Сойера.
- 1 день назад: Другие уходят, Бен говорит Джону без трупа отца не возвращаться.

### События на острове
Джон читает и сжигает красную папку. Кейт просыпается в палатке Сойера и уходит, говоря, что не может спать в чужой палатке. Сойер выходит «отлить» и натыкается на Джона. Локк зовёт его с собой и говорит, что похитил Бена и просит Сойера его убить, Сойер неохотно идёт за Джоном. По пути к Бену Локк рассказывает о том, что он вычитал в досье Сойера, Джеймс приставив нож к горлу Джона, говорит, что он не будет убивать Бена, а приведет его в лагерь, на что Джон говорит, что Сойер убьет Бена, услышав, что тот скажет. Джон приводит Сойера на корабль, где выжившие брали динамит для взрыва двери бункера. Джеймс заходит в комнату, где сидит человек с мешком на голове, Джон запирает дверь, Форд снимает мешок, это оказывается отец Джона Энтони Купер. Приходит Руссо, зачем-то берёт динамит и уходит. В ходе беседы между Сойером и Купером Купер рассказывает Сойеру, как он попал на остров и как он украл у сына почку, и как выбросил его из окна. Также он рассказывает про свои аферистские имена, среди них Сойер слышит имя Тома Сойера, Форд понимает, что это тот самый Сойер, из-за которого его отец убил его мать и застрелился. Сойер дает Куперу письмо и заставляет читать его, прочитав половину, мошенник рвёт письмо. Сойер приходит в ярость и душит его цепью. Джон благодарит Сойера, предупреждая, что Джульет, возможно, крот, чтобы Сойер всех предупредил, а сам Джон с трупом отца уходит.
Тем временем Чарли предлагает рассказать Джеку о Наоми, но Десмонд не доверяет врачу. Они решают рассказать о ней Саиду. Наоми говорит, что никто из рейса Oceanic 815 не выжил и что она ищет Десмонда, а поиски оплачивает Пенелопа Уидмор, она даёт Саиду свою рацию. Саид чинит рацию, но его замечает Кейт. На вопрос, откуда рация, ей говорят про тайну. Кейт говорит Джеку, что тот потерял доверие в лагере и что от него скрывают раненую девушку. Услышав это, Джульет просит Джека рассказать о чём-то Кейт, но Джек против.